# Ханга Олена Абдулаївна
Олена Абдулаївна Ханга (нар. 1 травня 1962, Москва) — російська журналістка, теле — і радіоведуча. Найбільш відома як автор і ведуча популярних телешоу «Про це» і «Принцип доміно».

## Біографія
Олена Ханга народилася в Москві 1 травня 1962 року. Батько Абдула Кассім Ханга (1932—1969), син імама, був прем'єр-міністром Занзібару (1964), репресований після державного перевороту і загинув у в'язниці. Мати Лія Оліверовна Голден (1934—2010) народилася в Ташкенті у родині афроамериканця Олівера Голдена (1892—1940) (був фахівцем з хлопкознавства, його батько Хіллард Голден був рабом, потім став багатим землевласником в Міссісіпі, його дружина Кетрін Голден була наполовину індіанка) і Берти Бялик (польської єврейки за походженням, її батько Ісаак Бялик викладав в єврейській школі, працював на одній з нью-йоркських фабрик з пошиття верхнього одягу, коли жив у Варшаві — був рабином, родич Хаїма Нахмана Бялика), вони емігрували в СРСР з США в 1931 році.
Мати, Лія Голден, у юності займалася тенісом, виступала за збірну Узбекистану, закінчила музичну школу. Поступила в університет, закінчила історичний факультет МДУ, захистила кандидатську дисертацію, учений-історик, професор Чиказького університету. Вона товаришувала з донькою Сталіна Світлани Аллілуєвої, з нею в гуртожитку МДУ жили Михайло Горбачов і Раїса Горбачова, потім була єдиною чорношкірої співробітницею в Інституті імені Патріса Лумумби, її наставниками були Пол Робсон і доктор Уїльям Дюбуа, директором інституту був син Андрія Громико Анатолій Громико. У радянському паспорті у матері стояла національність — негритянка.
Олена Ханга теж займалася тенісом, грала за ЦСКА, її тренером була Ганна Володимирівна Дмитрієва.
У 1984 році Олена закінчила факультет журналістики МДУ, після чого стажувалася в Гарвардському та Нью-Йоркському університетах.
Після МДУ працювала кореспондентом в газеті «Московські новини». Як журналіст була на зустрічі М. Горбачова і Р. Рейгана у Вашингтоні. у 1987 році Хангу з обміну запросили в Бостон, де три місяці вона стажувалася в газеті «Christian Science Monitor». Потім повернулася в Москву, після чого в 1989 році виїхала в США на запрошення Фонду Рокфеллера. У 1997 році повернулася в Росію.
Має крім російського також американське громадянство, що дозволило їй обвінчатися в Нью-Йорку.
Член громадської ради Російського єврейського конгресу.

## Робота на телебаченні і радіо
У 1980-ті роки грала за «Збірну світу» в КВН.
Після стажування в Америці в 1987 році була запрошена Олександром Любимовим, Дмитром Захаровим і Владиславом Лістьєвим в програму «Взгляд», де періодично з'являлася в кадрі. Працюючи в США, взяла інтерв'ю у короля футболу Пеле.
З 1993 року стала працювати на телеканалі НТВ: робила спортивні репортажі. З вересня 1997 по вересень 2000 року за ініціативою головного продюсера НТВ Леоніда Парфьонова була ведучою програми «Про це» — першого на російському ТБ ток-шоу на сексуальну тематику.
У 1998 році Олена Ханга стала співведучою Леоніда Парфьонова у пробному пілотний випуск телегри «Росіяни у форту Байяр» з російськими учасниками. Пілотний випуск з трьох ігор пройшов успішно. У вересні 2000 року була в числі журналістів телеканалу НТВ, що висвітлювали літню Олімпіаду в австралійському Сіднеї.
У квітні 2001 року на деякий час покинула НТВ, виступала зі своїми статтями на сторінках газети «Московські новини» і випускала в Нью-Йорку програму «Великий Вавилон» на NTV-International. Але вже в листопаді того ж року повернулася на телеканал НТВ.
З грудня 2001 по квітень 2006 року була співведучою денного ток-шоу «Принцип доміно» на НТВ, спочатку — в парі з Оленою Іщеєвою, з 2004 року — з Оленою Старостиною, з 2005 року — з Даною Борисовою. З лютого 2004 року поєднувала посаду ведучої і керівника цієї програми, змінивши на цій позиції Івана Усачова. Остання постійна програма з її участю на НТВ була закрита в травні 2006 року. При цьому сама Ханга в інтерв'ю Наталії Синдєєвій на «Дощі» у листопаді 2018 року заявила, що офіційно звільнилася з НТВ тільки 10 жовтня 2018 року (в день 25-річчя телекомпанії), а до цієї дати продовжувала перебувати на каналі «у відпустці».
У 2004 році — ведуча концерту «Заборонені пісні» на НТВ (спільно з Володимиром Соловйовим).
Викладає у Вищій національній Школі телебачення.
З осені 2009 року працювала на російському англомовному каналі Russia Today. Спочатку — в щотижневому ток-шоу «crosstalk», з 18 травня 2013 року по 23 січня 2015 року — в розмовній програмі «Точка відліку» (спільно з Олександром Гурновим).
З серпня 2010 по січень 2016 року — ведуча програм на радіостанції «Комсомольська правда»: «Жіночий клуб» (2010—2016), «Національне питання» (2010—2011), «З пультом по життю» (2011—2012), «В гостях у Олени Ханги» (2012—2014), «Особливий випадок» (2014—2015).
З 2011 по 2014 рік вела передачу «З пультом по життю» на «КП-ТВ».
У 2019 році стала ведучою передачі «Своя правда», яка виходить з 2 вересня на естонському каналі ETV+.

## Особисте життя
- чоловік Ігор Мінтусов[40] — голова ради директорів Центру політичного консультування[41].
- дочка Єлизавета-Анна (нар. 25 жовтня 2001 р.)[42], названа на честь тренера з тенісу Анни Володимирівни Дмитрієвої[3][5].

## Фільмографія
| Рік  |   | Назва                                     | Роль                                            |    |
| ---- | - | ----------------------------------------- | ----------------------------------------------- | -- |
| 1970 | ф | Чорне сонце                               | епізод                                          | ру |
| 1974 | ф | Це солодке слово — свобода!               | епізод                                          | ру |
| 1981 | ф | Восьме диво світу                         | член суддівського комітету                      | ру |
| 1984 | ф | Людина-невидимка                          | служниця Саллі                                  | ру |
| 1986 | ф | Нові казки Шахерезади                     | епізод                                          | ру |
| 1987 | ф | Остання ніч Шахерезади                    | епізод                                          | ру |
| 2005 | ф | Бальзаківський вік, або Всі чоловіки сво… | клієнтка Аліси, серія «Занадто хороший для неї» | ру |
| 2006 | ф | Євлампія Романова. Слідство веде дилетант | Нгванья Мбоу, вірусолог                         | ру |
| 2006 | ф | Парк радянського періоду                  | камео                                           | ру |

## Письменницька діяльність
У 2001 році опублікувала книгу «Про все» ISBN 5-264-00558-3 / ISBN 978-5-264-00558-9 / ISBN 5-264-00558-3, присвячену значною мірою з'ясуванню своїх родових і етнокультурних коренів.
У 2007 році разом з Олегом Вакуловським опублікувала детектив «Третє пророцтво».